# Polycentridae
Polycentridae är en familj av fiskar. Polycentridae ingår i ordningen abborrartade fiskar (Perciformes). Enligt Catalogue of Life omfattar familjen Polycentridae 2 arter.
Arterna förekommer i Sydamerika och blir vanligen 6 till 8 cm långa. Honan lägger sina ägg på vattenväxter eller i bergssprickor och de bevakas sedan av hannen. Antalet arter i varje släkte kan öka i samband med framtida studier.
Släkten enligt Catalogue of Life:
- Monocirrhus
- Polycentrus